# بال‌آتشی‌سانان
بال‌آتشی‌سانان (نام علمی: Phoenicopteriformes) نام یک راسته از رده پرندگان است.